# Heather Fell
Heather Rame Fell (* 3. März 1983 in Plymouth) ist eine ehemalige britische Pentathletin.

## Karriere
Heather Fells erster großer internationaler Erfolg war der Gewinn der Silbermedaille bei den Olympischen Spielen 2008 in Peking. Mit 5752 Punkten blieb sie 40 Punkte hinter Lena Schöneborn.
Bei Weltmeisterschaften gewann sie zunächst ebenfalls mehrfach Silber: 2008 mit der Mannschaft und in der Staffel, sowie 2009 und 2010 nochmals mit der Mannschaft. 2012 wurde sie schließlich mit der Mannschaft Weltmeisterin. Auch bei Europameisterschaften gelang ihr 2007 in Riga mit der Staffel der Titelgewinn. 2014 beendete sie ihre Karriere.
Sie schloss an der Brunel University ein Studium der Physiotherapie ab.